# Stodólska
Stodólska – osada w Polsce, położona w województwie zachodniopomorskim, w powiecie goleniowskim, w gminie Maszewo, przy drodze wojewódzkiej nr 106 Rzewnowo - Stargard - Pyrzyce.
W latach 1975–1998 miejscowość administracyjnie należała do województwa szczecińskiego.